# Hordeum
Rod Hordeum L. obuhvata vrste trava iz tribusa Triticeae Dumort. Ime roda potiče od latinske reči horrere, što znači biti hrapav i bodljikav, zbog izgleda osja.

## Opšte karakteristike
Vrste roda Hordeum su jednogodišnje ili višegodišnje biljke, sa kratko odsečenom ligulom i jednocvetnim klasićima, u prostim, zbijenim klasovima, sa po uglavnom tri sedeća klasića u svakom izrezu osovine klasa. Bočni klasići su često na drškama, muški ili hermafroditni, s produžetkom osovine klasića u vidu drške, dok je terminalni klasić zakržljao. Pleve su skoro jednake dužine, uske, linearnolancetaste do čekinjaste, s osjem, ređe su pleve rudimentisane, ili sasvim nedostaju. Donje plevice od vrha sa dugim osjem, ređe bez njega, s pet nerava. Lodikule su koso jajaste ili duguljaste, mesnate, čupave ili trepavičave. Plod je srastao s plevicama u manjoj ili većoj meri.

## Rasprostranjenje
Rod obuhvata oko 40 vrsta, koje rastu u Evropi, Aziji, severnoj Africi, Severnoj i Južnoj Americi. 
U Srbiji je zastupljeno 5 vrsta:
- .[2] [3]

## Spoljašnje veze
- The Euro+Med PlantBase - the information resource for Euro-Mediterranean plant diversity
- Tropicos
- species of Hordeum in "Wildflowers of Israel": Spntaneous Barley, Bulbous Barley, Wall Barley, Hordeum marinum,
- Hordeum hystrix, Hordeum vulgare